# شوشانی
شهر شوشانی (به روسی: Шушањ) در کشور مونته‌نگرو واقع شده‌است. جمعیت این شهر ۲٫۷۱۵ نفر  است.